# Břetislav (opera)
Břetislav (zmiňováno též jako Břetislav a Jitka) je historická opera o pěti jednáních českého skladatele Karla Bendla na libreto české spisovatelky Elišky Krásnohorské. Skladatel ji napsal v letech 1869–1870 a poprvé byla provedena dne 18. září 1870 v pražském Novoměstském divadle, letní scéně Prozatímního divadla.

## Vznik a historie díla
První opera českého skladatele Karla Bendla Lejla (1868) měla v Prozatímním divadle fenomenální úspěch. Bendla to povzbudilo k tomu, aby bezprostředně po své operní prvotině začal psát další jevištní dílo, jehož libreto si vyžádal opět od autorky Lejly, mladé Elišky Krásnohorské.
Příznivé přijetí Lejly bylo provázeno výtkami, že si skladatel zvolil cizí, nenárodní námět, Krásnohorská proto tentokrát dodala Bendlovi příběh z raných českých dějin zpodobňující svár knížat-bratří Jaromíra a Oldřicha a vzestup Oldřichova syna Břetislava, včetně oblíbené historky o únosu markraběnky Jitky ze Svinibrodu. I tentokrát je libreto psáno ve stylu velké opery, obsahuje barvité kontrasty a scény. Tak v 1. dějství je uplatněn hojně využívaný kontrast mužského, vojenského prostředí Otova dvora a ženského klášterního prostředí, připomínající na první dva akty Meyerbeerových Hugenotů, tutéž operu připomíná i postava pážete Ervína (=Urbain), velká korunovační scéna ve 2. jednání zase připomene Proroka stejného skladatele, třetímu jednání dominuje velká scéna modlitby.

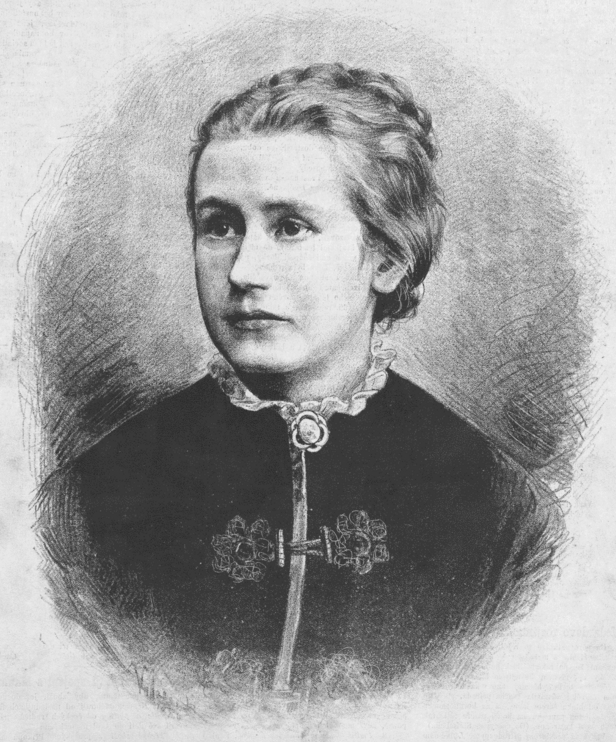
Eliška Krásnohorská, libretistka Břetislava. Portrét Jana Vilímka.

Ačkoli Břetislav stylově úzce sledoval cestu naznačenou v úspěšné Lejle, byla opera pro obecenstvo i kritiku zklamáním. V novinách bylo oceňováno, že si oba tvůrci zvolili vlastenecký hrdinský námět – Lejle byl totiž její údajný kosmopolitismus těžce vyčítán. Věrnost, s níž se Krásnohorská držela historických událostí, však s sebou nesla i nevýhody, a i proto byla dramatická struktura libreta horší. Libreto se rozpadá do dvou rozdílných částí: v první dominuje milostný příběh titulního hrdiny, ale atraktivní epizoda s únosem Jitky končí již v druhém jednání a Břetislav s Jitkou nadále do děje nijak aktivně nezasahují; ústřední scéna korunovace knížete Oldřicha se nachází v prostředním aktu a zbývající, poněkud zdlouhavě vyprávěný děj nedokáže udržet pozornost diváka. První část zjevně vyhovovala lépe jak vlohám libretistky, jež předvádí Břetislava jako milence spíše než reka, tak lyrickému talentu Bendlovu. Zde se soustředí většina nejlepších hudebních míst: balada Břetislava, píseň Jitky, jejich milostný duet, jakož i většina úlohy pážete Ervína, dramaticky nejzajímavější postavy, včetně zejména jeho romance následované ženským sborem. Dalšímu ději dominuje postava knížete Oldřicha. Na rozdíl od první části, v níž se střídají sbory a sólový zpěv, je druhá část Břetislava založena na ansámblech: za perlu opery byl označován velký ansámbl ve 4. dějství.
Bendlovu hudbu k Břetislavovi kritika shledávala na rozmezí staré romantické opery a nového hudebně-dramatického směru, skladatel byl označen za „reflektujícího wagneriána“. Nacházelo se zde méně uzavřených čísel, ačkoli zdaleka nezmizela; zejména páté dějství, kdy již je děj dramaticky zcela uzavřen, se skládá jen z autonomních hudebních čísel. Za Bendlovu slabinu byla považována schopnost charakterizovat jak postavy (s částečnou výjimkou knížete Oldřicha), tak i dramatické situace, včetně nedostatečné využití lokálního koloritu a možností, které k tomu nabízí orchestrace. Jeho melodie byly vždy ušlechtilé, nikdy banální, ale také málo odvážné a poněkud krátkodeché; podobně rytmy. Navíc, jak poznamenává John Tyrrell, „Bendl byl spíše Gounod než Meyerbeer a jeho přitažlivé lyrické nadání se málo hodilo k velkorozměrným vážným dílům, o která se pokoušel“. Podle muzikologa Františka Paly námět Bendla dostatečně nezaujal a jeho hudební invence je zde daleko mdlejší než v Lejle, oproti ní chybí jak lyrická vroucnost, tak charakterizace postav a hudební různorodost. Novinová kritika chválila bohatou a barvitou orchestraci, ale melodie považovala přes jejich ušlechtilost za poněkud krátkodeché; výtky sklidilo i libreto.
Ostré kritice podrobil hudbu i libreto Břetislava v článku v Hudebních listech (28. září 1870) významný pražský hudební kritik a teoretik August Wilhelm Ambros. Ta podnítila debatu o českých operních textech. Eliška Krásnohorská se ve své stati Český básník a hudební drama na konkrétních případech českých opery zamýšlela nad poměrem libreta a hudby, popřípadě tvůrčím vztahem libretisty a skladatele (mimo jiné vytýkala skladatelům libovolné nakládání s libretem na úkor jeho dramatického smyslu, a konkrétně vytýkala Bendlovi jeho problematické zásahy a škrty v případě Břetislava), ale též analyzovala řadu dalších aspektů tvorby operního libreta a specificky libret v české, jazyce. Spolu s následující statí O české deklamaci hudební má toto pro studium a teorii českých libret zakladatelský význam.
První a jediná inscenace opery se dočkala tří repríz, vícekrát Břetislav nebyl nikde uveden. Libreto bylo vydáno roku 1870.
Podle hudebního historika Otakara Šourka může být Břetislav přepracovanou podobou jiné zmiňované, nedokončené a nezachované Bendlovy opery na text Krásnohorské Žena Vršovcova.

## Osoby a první obsazení
| osoba | hlasový obor | premiéra (18. 9. 1870)     |
| --- | ------------ | -------------------------- |
| Oldřich, kníže české | bas          | Karel Čech                 |
| Jaromír, bratr Oldřichův | baryton      | Josef Lev                  |
| Břetislav, syn Oldřichův | tenor        | Julius Souček              |
| Ota, markrabě svinibrodský | bas          | Václav Dobš                |
| Jitka, sestra Otova | soprán       | Věkoslava Blažková-Ressová |
| Ervín, páže císařovny | mezzosoprán  | Ema Maislerová             |
| Pánové čeští a němečtí, družiny knížecí, rytíři a zbrojenci, družky Jitčiny, jeptišky, kněží, mniši, družice, průvody slavnostní, stráže, lid český a moravský |              |                            |
| Dirigent: Karel Bendl, režie: František Karel Kolár |              |                            |

## Děj opery

### 1. jednání
(Hodovní síň na hradě Otově) Svinibrodský markrabě Ota zdatně popíjí s německými šlechtici, kteří jsou na cestě k císaři, svolávajícímu vojenskou výpravu (sbor Krátko trvá odpočinek). K císaři směřuje i český kněžic Břetislav se svým průvodem, který se zastavuje u Oty na pozdravení. Nejde však bojovat, nýbrž vyžádat si od císaře potvrzení hodnosti moravského vévody. Popisuje, jak dobyl Moravu na Uhřích (elegie Zaúpěla půda Moravina).
Znenadání přichází i český kníže Jaromír se svými lidmi. I on je na cestě k císaři. Jeho bratr Oldřich, Břetislavův otec, ho sesadil. Jaromír vyzývá Břetislava, aby jej doprovodil a podpořil u císaře jako právoplatného knížete. Břetislav se však zdráhá postavit proti otci, ač jej k tomu vybízí i Ota (duet Jaromíra a Břetislava Tebe hledám! zde nás cesta svedla… Můj jesti trůn, na němž bez práva sedí) Alespoň je donucen přísahat, že Jaromírovy kroky otci neprozradí.
Vstupuje Otova sestra Jitka s pážetem Ervínem a dívkami ze svého doprovodu. Jak vysvětluje Ervín, císařovna pozvala Jitku ke svému dvoru a Jitka se přišla s bratrem poradit, zda pozvání přijmout. Ota jí to doporučuje. Jitka si však všímá přítomného mladíka a i Břetislav jej její krásou uchvácen. Po straně angažuje Ervína, aby zjistil, zda je možné Jitku unést z kláštera, kde dosud dlí na vychování. Ervín slibuje pomoci, ač je do Jitky sám zamilován (finále Tys, Oto, bratr můj a pán… Aj provodí tě v kruhu skvělém… Z domova vzdálena, buď blažena).

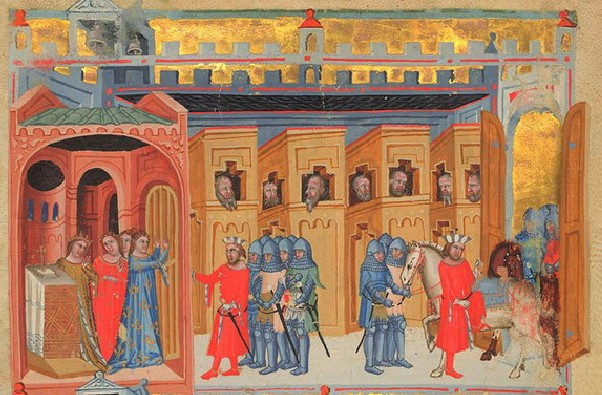
Únos Jitky Břetislavem. Ilustrace z Dalimilovy kroniky (rukopis ze 14. století).

### 2. jednání
(Nádvoří klášterní) Ervín přivádí Břetislava a jeho družinu ke klášteru, kde pobývá Jitka. Břetislav se rozhoduje dívku unést (ansámbl Ó slyšte, druzi zmužilí). Nechá ozbrojence ukryté poblíž a sám s několika druhy v přestrojení za poutníky zabuší na bránu kláštera a je jednou z jeptišek uveden dovnitř. Jitka mezitím myslí jen na cizince, do něhož se na první pohled zamilovala (árie Kdekoliv dlí – mé srdce k němu letí… Touho lásky! kam se nese). Setkává se s Břetislavem; na jeho vyznání lásky odpoví příznivě (dialog Sama jest – ó jaké blaho a duet Jak rychle láska zaplanula!).
Vchází Ota s průvodem svých zbrojnošů, aby Jitku odvedl k císařovninu dvoru. Páže Ervín chce sdělit Jitce, že ji Břetislav hodlá unést. Protože se ale nemůže ve společnosti vyjádřit přímo, sdělí jí to jinotajnou písní (Rozvila květin královna). Jitka a ostatní dívky v klášteře zpívají večerní hymnus (Noc jemnou peruť rozvírá). Když zacházejí dovnitř kláštera, vrhne se Břetislav na Ervínovo znamení za nimi a vzápětí se vrací s Jitkou v náručí, přetne železný řetěz v klášterní fortně a prchá tak, že jej Otovi ozbrojenci již nemohou dostihnout. Zatýkají však Ervína, o jehož spolčení s Břetislavem se dozvěděli.

### 3. jednání
(Trůnní síň v Olomouci) Knížete Oldřicha pronásleduje myšlenka na to, jak se neprávem zmocnil trůnu, a všechny ve svém okolí podezřívá ze zrady (árie Proč nelze zapomínat?... Spáchaná křivda, dávno usnulá). Břetislav s Jitkou přicházejí a prosí otce o odpuštění za to, že jednali tak impulzivně. Oldřich je oba tiskne na svou hruď (tercet Vzýváme tebe s pokorou). Břetislav varuje Oldřicha před zradou, kvůli složené přísaze se však nemůže vyjádřit určitěji.
Přicházejí Ota a Jaromír: císař odpustil únos Jitky (i Ervín byl propuštěn) a zve Oldřicha k sobě, aby zprostředkoval smír mezi knížecími bratry. Oldřich i Břetislav váhají, zda je nabízené smíření lstí nebo skutkem, ale nakonec se Oldřich rozhoduje stisknout Jaromírovu ruku a odebrat se k císaři (kvartet Není to klam? Mám důvěřovat). Sotva však Oldřich s posly odejde, vystupuje Jaromír zpět na knížecí stolec (sbor tup na stolec posvěcený). Oznamuje, že Oldřich bude císařem zajat a uvězněn, současně však označuje Břetislava za svého spoluvládce. Břetislav a Jitka jsou zděšeni, mladý kníže se však rozhoduje přijmout podíl na vládě, protože jen tak může otci účinně pomoci (kvartet se sborem Ó hanebná, ó podlá, bídná lest).

### 4. jednání

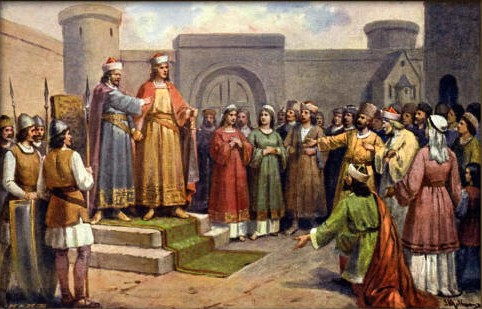
Oslepený kníže Jaromír ustupuje synovci Břetislavovi (5. jednání). Obraz Josefa Mathausera.

(Nádvoří na Vyšehradě) Ervín přináší Jitce dobrou zvěst: na Břetislavovy a její prosby císař Oldřicha propustil. Ervín se nabízí Jitce do služeb; stále ji miluje, ač jí to nechce přiznat (duet Úzkostně čekám na osudnou zvěst… Jak rozváži sladké pouto díků!) Oldřich se však nevrací smířen, vede ho pomsta. Dává svého staršího bratra oslepit (zpěv Oldřicha Ha, padouchu! ty nemáš vládnout se mnou a ansámbl Tvůj cíl jest mír – to otče pamatuj… Milosť! slyš jen okamžení). Břetislava pak vypovídá z vlasti, avšak Jitku si hodlá ponechat jako rukojmí. Ervín ji brání a je smrtelně raněn. Oldřich je pohnut alespoň natolik, že propouští Jitku Břetislavovi. Všichni odcházejí, Ervín o samotě dokonává (zpěv Ó sladká smrť! Umírám za ni).

### 5. jednání
(Vnitřek chrámu sv. Jiří v Praze, ve středu katafalk s rakví Oldřichovou) Břetislav nejprve sám hovoří k mrtvému otci, jehož bouřný duch nalezl konečně klidu (árie Sen hluboký tě jímá – věčný sen!). Kněží se modlí, lid dává knížeti poslední sbohem (sbor Žel, ó kníže! poctu poslední). Je přiváděn slepý Jaromír. Nad Oldřichovou rakví odpouští bratrovi tak, jak on odpustil jemu na smrtelné posteli. Pak představuje lidu Břetislava jako nového knížete (finále Ó stůjte! Veďte mne… Ty, jenžs mne oloupil o světlo nebe… Zdar tobě, kníže náš, buď veleben!... Ó kníže, láskou vládni české zemi).